# Kommutation
Se kommutativitet för det matematiska begreppet.
Kommutation (lat. commutatio), omändring, utbyte, ett inom anglosaxisk rätt använt begrepp avseende lindring av utdömt straff för brott genom domstols hänsynstagande till vissa förmildrande omständigheter, eller sedan domen vunnit laga kraft genom villkorlig frigivning efter gott uppförande, amnesti eller nåd, ofta under uppställande av vissa villkor.